# Costinha (calciatore 2000)
João Pedro Loureiro da Costa, meglio noto come Costinha (Póvoa de Varzim, 26 marzo 2000), è un calciatore portoghese, difensore dell'Olympiacos.

## Caratteristiche tecniche
È un terzino destro.

## Carriera

### Club
Cresciuto nel settore giovanile del Rio Ave, debutta in prima squadra il 22 novembre 2020 in occasione dell'incontro di Taça de Portugal vinto 2-1 contro il Monção.

### Nazionale
Ha giocato nelle nazionali giovanili portoghesi Under-18, Under-19 ed Under-20.

## Statistiche
Statistiche aggiornate al 7 marzo 2021.

### Presenze e reti nei club
| Stagione        | Squadra         | Campionato      | Campionato | Campionato | Coppe nazionali | Coppe nazionali | Coppe nazionali | Coppe continentali | Coppe continentali | Coppe continentali | Altre coppe | Altre coppe | Altre coppe | Totale | Totale | Totale |
| Stagione        | Squadra         | Comp            | Pres       | Reti       | Comp            | Pres            | Reti            | Comp               | Pres               | Reti               | Comp        | Pres        | Reti        | Pres   | Reti   |        |
| --------------- | --------------- | --------------- | ---------- | ---------- | --------------- | --------------- | --------------- | ------------------ | ------------------ | ------------------ | ----------- | ----------- | ----------- | ------ | ------ | ------ |
| 2020-2021       | Rio Ave B       | CdP             | 6          | 2          |                 | -               | -               |                    | -                  | -                  |             | -           | -           | 6      | 2      |        |
| 2020-2021       | Rio Ave         | PL              | 4          | 0          | CP              | 1               | 0               | UEL                | 0                  | 0                  |             | -           | -           | 5      | 0      |        |
| Totale carriera | Totale carriera | Totale carriera | 10         | 2          |                 | 1               | 0               |                    | -                  | -                  |             | -           | -           | 11     | 2      |        |

## Palmarès

### Club

#### Competizioni nazionali
- Segunda Liga: 1

Rio Ave: 2021-2022
- Campionato greco: 1

Olympiacos: 2024-2025
- Coppa di Grecia: 1

Olympiacos: 2024-2025